# (3130) Hillary
(3130) Hillary es un asteroide perteneciente al cinturón de asteroides, descubierto el 20 de diciembre de 1981 por Antonín Mrkos desde el Observatorio Kleť, České Budějovice, República Checa.

## Designación y nombre
Designado provisionalmente como 1981 YO. Fue nombrado Hillary en honor al montañista y explorador neozelandés Edmund Hillary.